# صغري اليد
صُغِّرِيّ اليد أو مِرْخِيرَة (الاسم العلمي: Microchirus)، جنس من الخوفعيات موطنه الأصلي شرق المحيط الأطلسي والبحر الأبيض المتوسط.

## الأنواع
يوجد حاليًا سبعة أنواع معترف بها في هذا الجنس:
- Microchirus azevia (Brito Capello, 1867) (خوفعة كاذبة)
- Microchirus boscanion (Chabanaud, 1926) (خوفعة لوسيتانية)
- Microchirus frechkopi Chabanaud, 1952 ( خوفعة فريتشكوبية)
- Microchirus ocellatus (كارولوس لينيوس, 1758) (خوفعة رباعية الأعين)
- Microchirus theophila (A. Risso, 1810)
- Microchirus variegatus (إدوارد دونوفان, 1808) ( خوفعة سميكة الظهر)
- Microchirus wittei Chabanaud, 1950 (خوفعة مخططة)